# Калязін

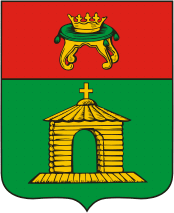
Герб (1780)

Каля́зін (рос. Калязин) — місто (з 1775) в Росії, адміністративний центр Калязінського району Тверської області.
Місто розташоване на правому березі Волги (Углицьке водосховище) за 190 км від Москви та приблизно на такій же відстані від Твері. У межах міста розташована гирлі річки Пуди і річки Жабни, правої притоки Волги.

## Історія
Згадки в літописах про перше поселення (Нікола на Жабні), що знаходиться на місці нинішнього Калязіна, належать до XII століття. Значення поселення зросло із заснуванням в XV столітті Калязінсько-Троїцького (Макаріївського) монастиря на протилежному березі Волги.
Наприкінці XVII століття Калязінська підмонастирська та Нікольська слободи, а також село Пирогово були об'єднані в одну Калязінську слободу.
У 1775 указом Катерини II слободі було присвоєно статус повітового міста.
У XVIII — XIX століттях Калязін був значним торговим центром, двічі на рік влаштовувалися ярмарки. З кінця XIX століття розвиваються будівництво суден, ковальський промисел, валяльна та мереживна справи.
У 1939 — 1940 роках частина території старого міста, включаючи всі основні пам'ятки історії та архітектури, була затоплена при будівництві Углицької ГЕС.

## Населення
Зміна чисельності населення:

## Економіка
У Калязіні працюють: Калязінський машинобудівний завод (філія ВАТ «МіГ»), хлібокомбінат, виробництва з випуску валяного взуття, швацьке, льонообробне, з випуску оцту й оцтової есенції.
У Калязіні знаходиться Калязінска радіоастрономічна обсерваторія, де встановлений потужний радіотелескоп РТ-64 з діаметром рефлектора 64 метри.

## Транспорт
Через місто проходить залізнична лінія Москва — Сонково — Санкт-Петербург. Від станції Калязін-Пост починається тупикова гілка на Углич (47 км). У місті є станції Калязін та Калязін-Пост. Автомобільною дорогою місто пов'язане з Москвою та Угличем, Твер'ю, через Кашин, функціонує автодорожній міст через Волгу.

## Культура, пам'ятки
З освітніх закладів у місті є чотири школи (одна з них спеціалізована), педагогічне училище, машинобудівний технікум та професійне училище.

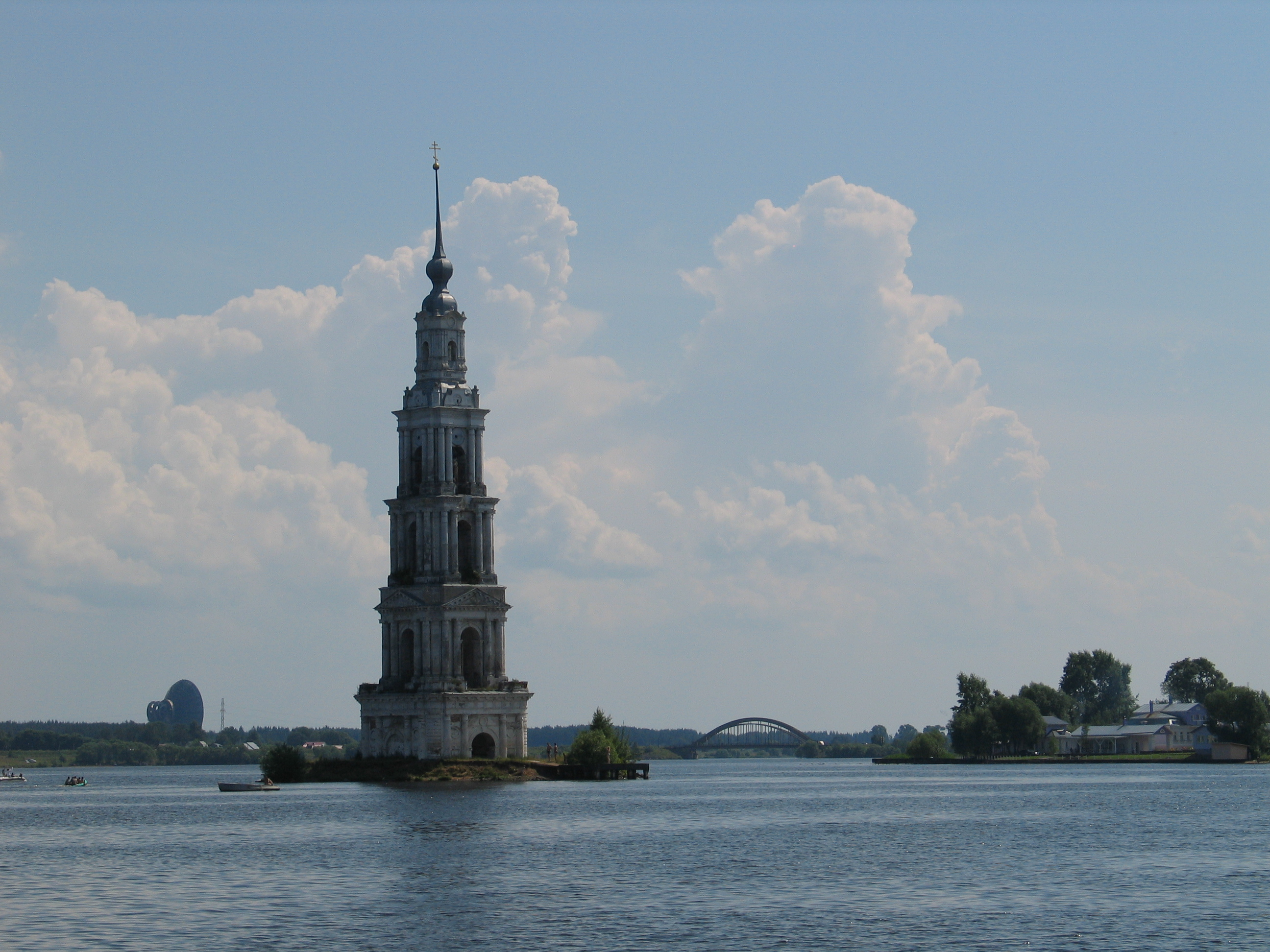
Панорама міста з річки Волги

Краєзнавчий музей (архітектурні, керамічні, скульптурні фрагменти та розписи Калязінсько-Троїцького монастиря; вжиткове мистецтво XVIII — XIX століть).
Монастир (ансамбль XVI — XVII століття) та інші старі споруди опинилися в зоні водосховища. Збереглися «плаваюча» на невеликому острівці дзвіниця Нікольського собору (1800, перший ярус частково схований нижче рівня води під шаром нанесеного ґрунту, сам собор був розібраний перед затопленням); ансамбль Вознесенської церкви та житлові будинки — XVIII—XIX ст.

## Відомі особистості
В поселенні народилась:
- Мошетова Лариса Костянтинівна (* 1938) — радянський і російський вчений-офтальмолог.